# Dagen har så mange farver
Dagen har så mange farver er det fjerde og sidste studiealbum fra den danske rockgruppe Shit & Chanel. Det udkom i december 1979 på Metronome Records. Efter en afgørelse ved Sø- og Handelsretten i august 1981 fik parfumefirmaet Chanel indvirket, at gruppen ikke måtte bruge firmaets navn, hvorpå gruppen ændrede sit navn til Shit & Chalou, og albummet blev genoptrykt i 1982 under dette gruppenavn.

## Sange
| Nr. | Titel                | Længde | Skrevet af                                |
| --- | -------------------- | ------ | ----------------------------------------- |
| A1  | "Kærlighedsvisioner" | 5:02   | Anne Linnet                               |
| A2  | "Vi hører jo sammen" | 5:12   | Astrid Elbek                              |
| A3  | "To"                 | 5:20   | Anne Linnet (tekst), Lis Sørensen (musik) |
| A4  | "Indeni"             | 4:47   | Anne Linnet                               |
| B1  | "Gør det selv"       | 4:30   | Anne Linnet                               |
| B2  | "Gaven"              | 2:58   | Lis Sørensen                              |
| B3  | "100 år"             | 4:02   | Anne Linnet                               |
| B4  | "Gråt lys"           | 5:05   | Anne Linnet (tekst), Lis Sørensen (musik) |
| B5  | "Kvinde af idag"     | 4:10   | Anne Linnet                               |

## Medvirkende

### Musikere
- Astrid Elbek: El-piano, flygel, synthesizer (Polly Moog) (strygere), håndklap
- Ulla Tvede Eriksen: Sang, trommer, percussion, håndklap
- Anne Linnet: Sang, akustisk guitar, el-guitar, sopransaxofon, håndklap
- Lis Sørensen: Sang, el-guitar, guitar (damesingle)
- Lone Poulsen: Båndløs bas, akustisk guitar, 12-strenget guitar

### Øvrige
- Shit & Chanel, Freddy Hansson: Producer
- Freddy Hansson, Finn Lyngmark, Thomas Brecklin: Lydteknikere
- Shit og Chanel: Coverdesign
- Jette Michaelsen: Layout cover
- Shit & Chanel, Lars Linnet, Mogens Laier: Fotos

## Cover
Albummets forside er sort med gruppenavnet skrevet med store hvide bogstaver lidt over midten og albumtitlen med noget mindre bogstaver lige nedenunder.
Bagsiden er domineret af et gruppebillede, hvor gruppens medlemmer sidder tæt sammen med store smil i en sofa. Ovenover er der en liste med albummets sange.
På indercoveret ses en stribe fotos af gruppens medlemmer mm. samt lidt tekniske oplysninger om albummet.